# Cuby
Cuby – wieś w Anglii, w Kornwalii. Leży 49 km na wschód od miasta Penzance i 362 km na zachód od Londynu.